# Sven Hammer

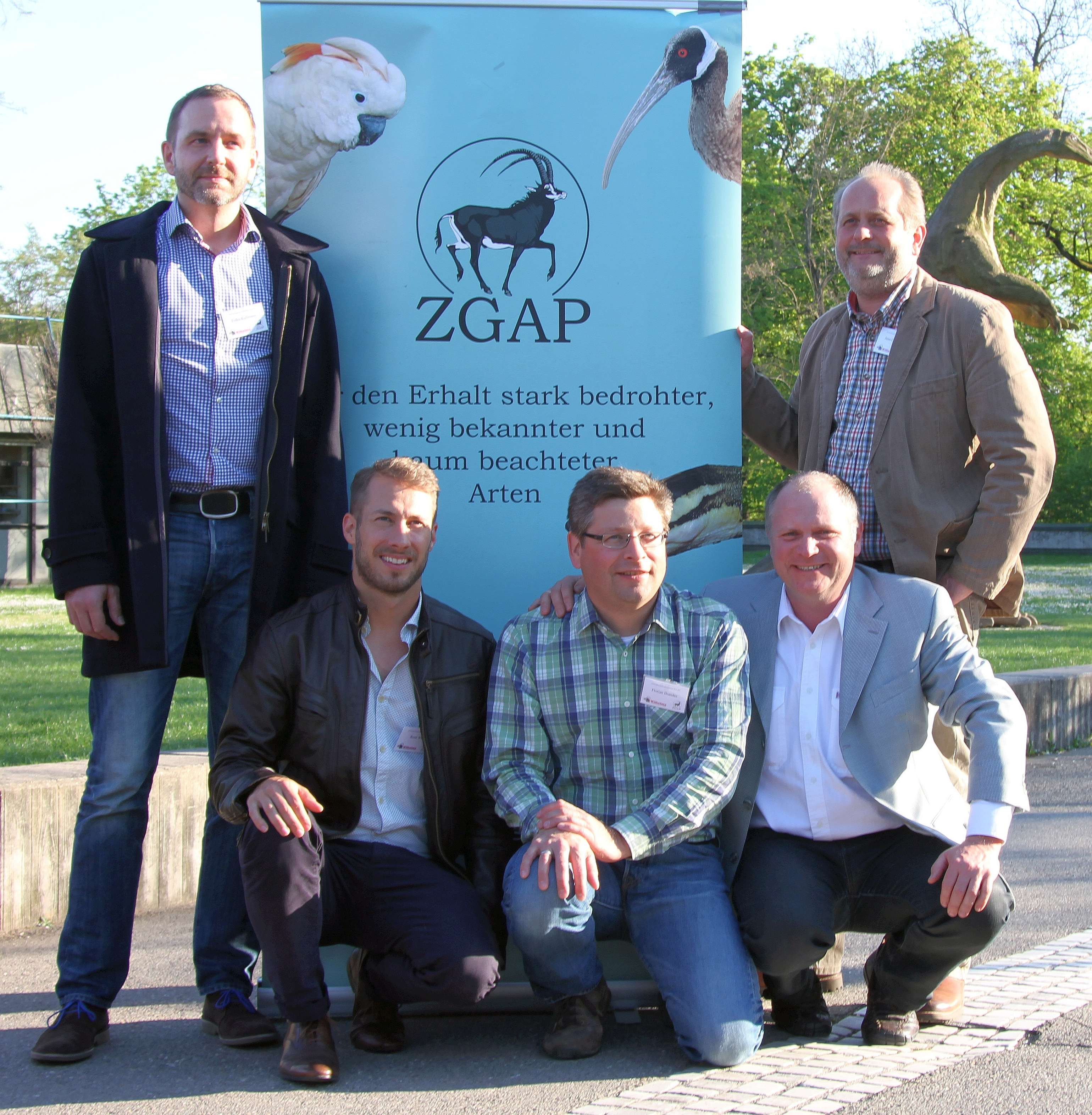
Zweiter von rechts: Sven Hammer (2015 auf einer Tagung der ZGAP)

Sven Hammer (* 1969 in Heilbronn) ist ein deutscher Tierarzt, Artenschützer und Direktor des Tierparks Görlitz.
Hammer machte in Besigheim sein Abitur, er studierte in Gießen Tiermedizin. Von 2000 bis 2011 war er Direktor und leitender Tierarzt der Al Wabra Wildlife Preservation in Katar; zu seinen Aufgaben dort gehörte die Betreuung des Spixara-Projektes. 2011 hatte er einen Lehrauftrag an der Veterinärfakultät der Universität Zürich und vertrat dort den Leiter der Klinik für Zoo-, Heim- und Wildtiere in dessen Sabbatjahr. Im September 2011 wurde er Direktor des Tierparks Görlitz, er löste Axel Gebauer ab.
Hammer ist seit 2012 erster stellvertretender Vorsitzender der Zoologischen Gesellschaft für Arten- und Populationsschutz e.V. Er ist außerdem Mitglied der Taxon Advisory Group für Antilopen und Giraffe der European Association of Zoos and Aquaria (EAZA), deren Ziel die Sicherung gesunder, selbsterhaltender und genetisch vielfältiger Antilopen-, Okapi und Giraffenpopulationen in den europäischen Zoos ist. Er ist zudem Vorstandsvorsitzender des Verbands der Zootierärzte.

## Schriften
- Medetomidin-, Ketamin-Anästhesie beim Lama (Lama glama). Giessen, Fachverl. Köhler, 1999  (Diss.)
- mit Heidi Groffen, Ryan Watson, und Shane R. Raidal:  Analysis of Growth Rate Variables and Postfeeding Regurgitation in Hand-reared Spix's Macaw (Cyanopsitta spixii) Chicks. In: Journal of Avian Medicine and Surgery 22(3):189-198. 2008 doi:10.1647/2007-050.1.
- Agrobiodiversität in der Umweltbildung am Beispiel nachhaltiger Landnutzungsformen in Tibet und Deutschland. Osnabrück, Deutsche Bundesstiftung Umwelt, 2013

mit seiner Frau Catrin Hammer:
- Wildeselfohlen Arun der kleine Ausreißer. CS Hammer Publishing 2007
- Gerenuk Glorias glückliche Heimkehr. CS Hammer Publishing 2007
- Marabu Marvin der Bruchpilot. CS Hammer Publishing 2007
- Mal mich an und lern mich kennen. CS Hammer Publishing 2009